# Kybfels (Schiff, 1937)
Die 1937 in Dienst gestellte Kybfels der Deutschen Dampfschiffahrtsgesellschaft „Hansa“ (DDG „Hansa“)
war ein Schiff der ab 1936 in Dienst genommenen Motorschiffe der Ehrenfels-Klasse.

## Geschichte
Die Kybfels wurde auf der Deschimag Werk Weser, Bremen-Gröpelingen unter der Baunummer 918 für die Deutschen Dampfschiffahrtsgesellschaft „Hansa“ (DDG „Hansa“) gebaut und am 24. März 1937 in Dienst gestellt.
Ab 1939 wurde das Schiff als Transportschiff von der Kriegsmarine herangezogen, 1940 wurde die Kybfels als Transportschiff für das Unternehmen Sonnenblume genutzt.
Im Mai 1941 sollte sie Fahrzeuge und Personal der 2. Panzer-Division von Patras nach Tarent transportierten und lief dabei am 21. Mai 1941 bei Kap Doukato, Lefkada auf eine Mine des britischen Minenlegers Abdiel.
⊙

Die Ladung der Kybfels bestand auf ihrer letzten Fahrt aus
| Ladung der Kybfels             |           |                                 |           |
| Einheit                        | Offiziere | Unteroffiziere und Mannschaften | Fahrzeuge |
| Pionier-Bataillon 38           | 0         | 50                              | 35        |
| Schützen-Regiment 2            | 1         | 71                              | 3         |
| schwere IG-Kompanie 703        | 2         | 62                              | 1         |
| Artillerie-Regiment 74         | 9         | 246                             | 80        |
| Panzer-Aufklärungs-Abteilung 5 | 2         | 76                              | 16        |
| 1./Flak-Abteilung 76           | 3         | 111                             | 38        |
| Insgesamt                      | 17        | 616                             | 175       |

## Schiffsbeschreibung
Die Kybfels war ein Motorschiff mit einem 50 t Ladebaum, einem 15 t Ladebäumen sowie sechs 10 t Ladebäumen und vierzehn 5 t Ladebäumen.
Die Tragfähigkeit des Schiffes betrug 10450 t. Das Schiff war 154,4 m lang und 18,68 m breit, der maximale Tiefgang betrug 8,36 m. Es war mit 7764 BRZ und 4785 NRZ vermessen.Die Antriebsanlage des Schiffes bestand aus zwei Sechszylinder-Zweitakt-Dieselmotoren von der Maschinenfabrik Augsburg-Nürnberg. Die Motoren des Typs D 6 Zu 53/76 hatte eine Leistung von jeweils 3800 PS. Sie trieben über ein Vulkan-Getriebe einen Propeller mit fester Steigung an und gaben dem Schiff eine Geschwindigkeit von 16 kn.
Die Außenhaut waren horizontal genietet und die vertikalen Verbindungen der Platten waren geschweißt
Die Besatzungsstärke betrug 44 Seeleute, außerdem gab es Kabinen für 12 Passagiere.